# Leyes de Jules Ferry

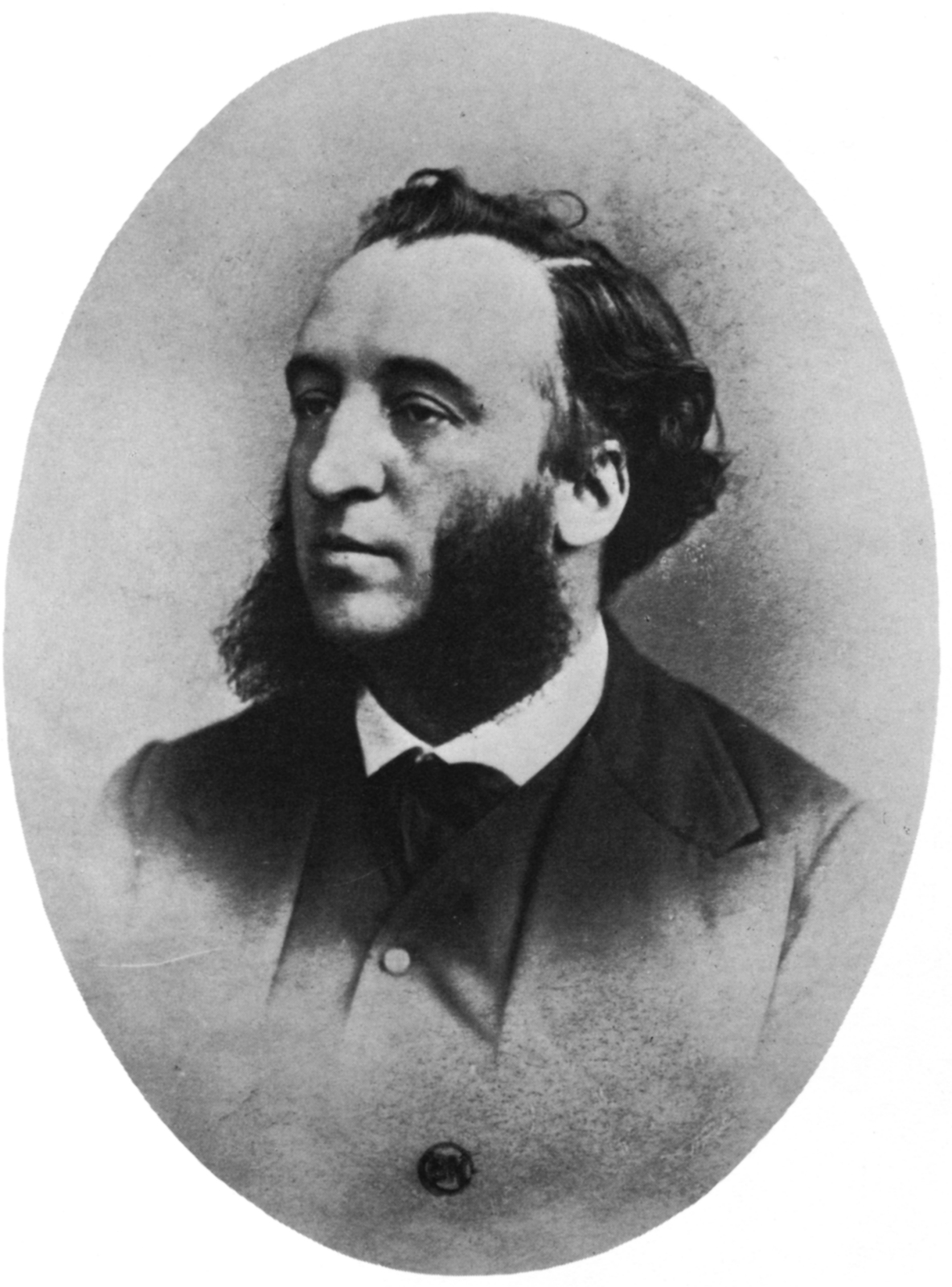
Jules Ferry.

Las leyes de Jules Ferry fueron una serie de leyes sobre la escuela primaria votadas en 1878-1887 bajo la tercera república, que volvieron la escuela gratuita (1881), la instrucción obligatoria, y la enseñanza pública laica.

## Leyes de Jules Ferry
La ley del 16 de junio de 1881, nombrado por el ministerio de la instrucción pública, Jules Ferry volvió la enseñanza primaria pública y gratuita, lo que permitió volver la instrucción primaria (6-13 años) obligatoria por la ley del 28 de marzo de 1882, que impone igualmente la laicidad en los establecimientos públicos. Jules Ferry elabora también algunas leyes sobre la educación de las mujeres.

## Educación obligatoria
La educación se volvió obligatoria, no así la escolarización. El artículo 4 indicaba que la instrucción podía ser impartida en establecimientos de instrucción, en las escuelas públicas o libres, o en las familias. Por lo tanto la escuela no fue jamás obligatoria ni dependiente.

## Antes de Jules Ferry
En el curso del siglo XIX, se observó una evolución paulatina hacia la gratuidad. La ley del 28 de junio de 1833 diseñada por François Guizot había creado las bases para la supervisión y desarrollo de una enseñanza primaria asegurada por las comunas con la ayuda del Estado y de la Iglesia. Aun así, esta última era hostil a este dispositivo que imponía a los maestros obligaciones de instrucción que le escapaban. Los alcaldes eran muchas veces hostiles por razones financieras; los consejos municipales fijaban el monto de la retribución escolar pagada por las familias y hacían una lista de los niños que eran eximidos. La instrucción de las niñas preocupaba poco a los políticos. Con todo, el número de escuelas primarias creció rápidamente, de 31 000 en 1833 a 43 514 a finales de 1847. Un proyecto de Lazare Hippolyte Carnot que propugnaba la instauración de la gratuidad de la escuela pública fue rechazado. Fue Victor Duruy bajo el Segundo Imperio, quien reorganizó y aceleró la creación de escuelas, pero dejó en su lugar la mayoría de los principios de Guizot. Con la ley del 10 de abril de 1867, Duruy contribuyó a desarrollar la enseñanza primaria. Esta obligaba a las comunas de más de 500 habitantes a crear una escuela de niñas. Él alentó la gratuidad de la educación incitando a las comunas pobres a decretarla, con garantías de subvención del estado. A la entrega de becas se añadió no muy tardíamente el "fondo de las escuelas" destinado a la ayuda de alumnos de familias pobres. Entre 1837 y 1881, justo antes de la promulgación de la ley de gratuitidad, el porcentaje de estudiantes que disfrutaba de la gratuitidad pasó de 31,5% a 66%.

## Contexto de las leyes Ferry

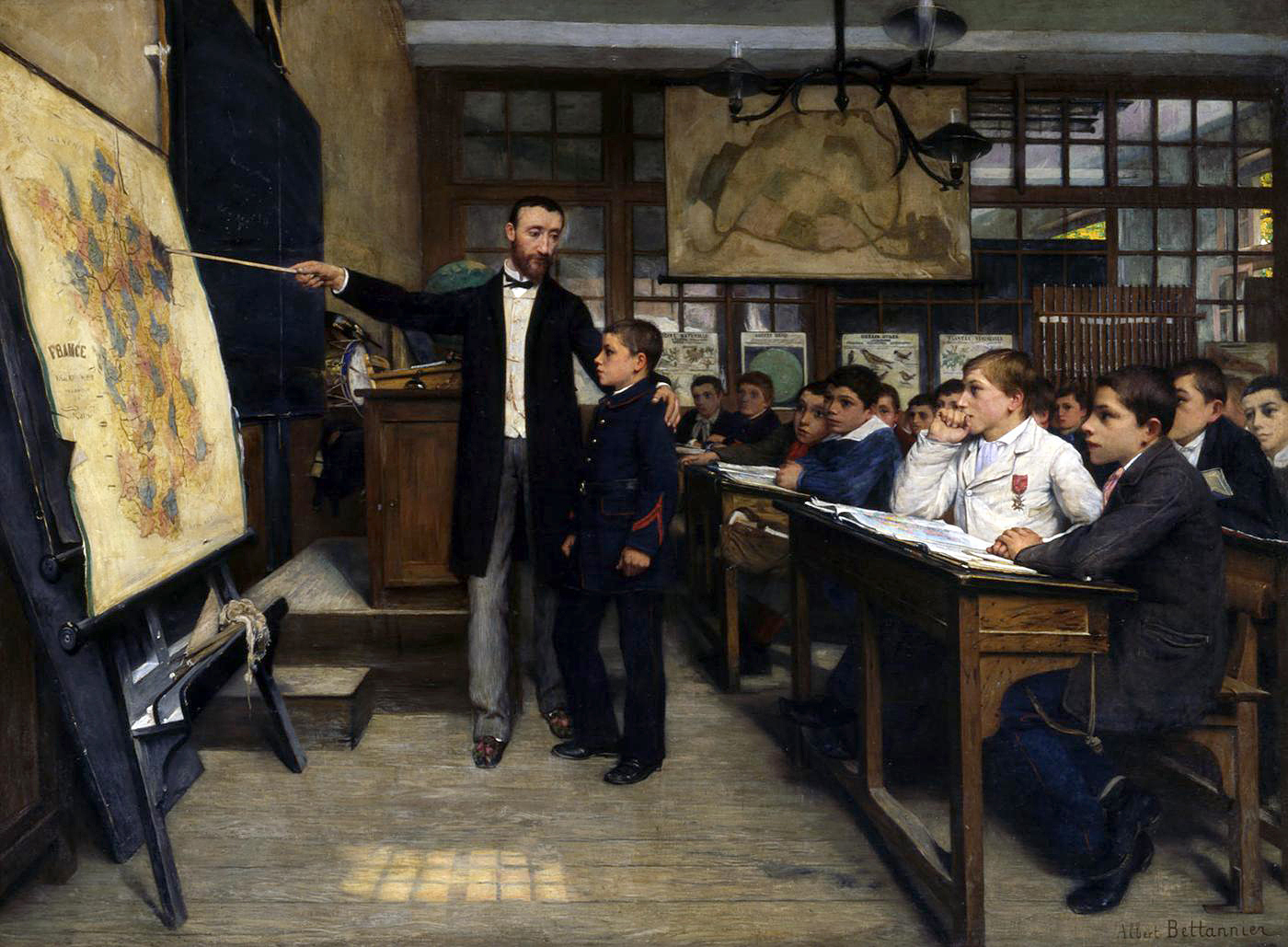
La tache noire (La mancha negra) (1887), obra de Albert Bettannier que describe artísticamente una lección de geografía de la época en que Jules Ferry fue ministro de Instrucción Pública. Además de la instrucción moral y cívica (que reemplazó los cursos de educación moral y religiosa), la ley de 1882 en Francia estableció «ejercicios militares para niños» (y «para niñas, costura»). En el mapa de la pizarra aparece la región de Alsacia-Lorena pintada de negro, lo que justifica el título de la obra. Además se observa al estudiante de pie vestido con uniforme militar, al estudiante modelo (sentado, de blanco) con la cruz al mérito, un tambor al lado del escritorio del maestro, así como un conjunto de armas largas (en el fondo a la derecha) que rememoran el tipo de instrucción militar infantil vigente en el marco educativo por causa de la ley mencionada.

Votadas por «los republicanos oportunistas» bajo la tercera república, estas leyes fueron en primer lugar una victoria contra la derecha monárquica, retirada del poder después de la crisis del 16 de mayo de 1877. Con las leyes de 1884 enmendando las leyes constitucionales francesas de 1875 y la expulsión expulsión de las congregaciones cristianas educativas en 1880, fueron un paso decisivo en el establecimiento de la laicidad. Entre sus efectos se observó, por ejemplo, la supresión de las oraciones públicas.
Las leyes de Jules Ferry fueron una consecuencia de la guerra franco-prusiana de 1870-1871 en la que el Segundo Imperio francés (y después de la caída del régimen, la Tercera República Francesa) fue derrotado por el Reino de Prusia y sus aliados. Los soldados prusianos eran considerados mejor instruidos que los franceses. La Tercera República intentó compensar esta disparidad y prepararse así para vengar la afrenta bélica sufrida en 1870. Desde el nacimiento de la Tercera República, en el Sitio de París, Jules Ferry, en aquel entonces alcalde de París, había instaurado una comisión de enseñanza. Los trabajos de esta comisión fueron sobre la gratuidad, la laicidad y la educación de las jóvenes fueron puestos sobre el informe Delon-Coignet. Durante el ministerio de Ferry, la cartografía de la época presentó a Alsacia y a Lorena pintadas de negro en el mapa de Francia: se trataba de aquellos territorios cedidos por Francia al Reino de Prusia en el tratado de Fráncfort luego de la guerra franco-prusiana. Con esos mapas (llamados «mapas de Ferry») se instruía a los niños.
Las leyes sobre instrucción de Jules Ferry fueron también hechas sobre la convicción de que permitirían la introducción progresiva de las ideas republicanas en las regiones francesas más lejanas. Los «Hussard noirs» (apodo dado a los maestros de aquella época) transmitían la idea de que la República era el único sistema capaz de adaptarse al progreso, noción importante en el siglo XIX.
Además de tener la voluntad de inculcar en los jóvenes un patriotismo efervescente, Ferry se había propuesto como objetivo frenar el progreso de las ideas socialistas y anarquistas, las cuales tuvo la oportunidad de combatir en la Comuna de París. Así, en un discurso en el Consejo General del departamento de los Vosgos, en 1879 declaró: «En las escuelas confesionales, los jóvenes reciben una enseñanza dirigida contra las instituciones modernas. [...] Si esta situación continúa, se puede temer que otras escuelas no se constituyan abiertas a los hijos de los obreros y de los campesinos, donde se enseñarán principios totalmente opuestos, inspirados tal vez de un ideal socialista o comunista extraído de tiempos más recientes, como por ejemplo a esta época violenta y siniestra comprendida entre el 18 de marzo y el 24 de mayo de 1871.»

## Consecuencias de las leyes Ferry
Las leyes de Ferry fueron la base de la «República de los docentes» (Mona Ozouf y Jacques Ozouf), tuvieron por consecuencia una escolarización cuasi completa — por lo tanto una alfabetización y un «afrancesamiento» — de los jóvenes franceses, inscribiéndose así en el proyecto de la Ilustración sobre la emancipación del pueblo soberano.
La enseñanza fue dada en francés, difundiendo así a lo largo del territorio nacional el uso de esta misma lengua. Toda enseñanza en las lenguas locales (ya sea el bretón, el auvernés, el occitano o el árabe y el cabilo en Argelia, anexada en 1848), calificadas de «patois», fue prohibida. En esto, la escuela laica, gratuita y cuasi obligatoria fue, con el servicio militar, uno de los instrumentos esenciales de la «nacionalización de la sociedad» por el estado, o incluso de la consolidación del estado-nación francés.
Los docentes, «hussards noirs de la République», fueron por consiguiente uno de los sostenes sociales más consistentes del Partido Radical que dominó la escena política francesa a partir de los últimos años del siglo XIX. La obra educativa de los profesores a veces fue atacada: así, Gustave Le Bon estigmatizaba en el libro La muchedumbre: un estudio de la mente popular (1895), a los docentes que difundían « ideologías subversivas » como el socialismo y el anarquismo.
Las leyes de Jules Ferry suprimieron la instrucción religiosa en la escuela. Un día a la semana fue dejado libre para permitir a las familias que así lo deseasen enviar a sus hijos al catecismo.